# أديو تشاليو (قلعة خواجة)
أديو تشاليو (بالفارسية: ادیوچالیو) هي قرية تقع في إيران في محافظة خوزستان. يقدر عدد سكانها بـ 84 نسمة بحسب إحصاء 2016.